# Rhythm Tengoku: The Best Plus
Rhythm Paradise Megamix, conocido en Japón como Rhythm Tengoku: The Best Plus (リズム天国 ザ・ベスト＋ Rizumu Tengoku: Za Besuto Purasu?) y en América como Rhythm Heaven Megamix, es un juego musical de ritmo desarrollado por Nintendo SPD para Nintendo 3DS.
Es el cuarto juego de la serie Rhythm Tengoku, y el tercero que saldrá de Japón, e incluye una selección de 70 canciones de los anteriores juegos, así como 30 nuevas.
El juego fue publicado en Japón el 11 de junio de 2015, en Norteamérica el 16 de junio de 2016, y  en Europa para el 21 de octubre de 2016.

## Desarrollo
El juego fue mostrado por primera vez al final de un Nintendo Direct japonés del 14 de enero de 2015, con un video de 7 canciones de anteriores entregas, y 2 nuevas.
Volvió a ser mostrado en otro Nintendo Direct japonés el 2 de abril de 2015, mostrando 5 juegos de ritmo y uno de los remixes.
En mayo de 2015 se publicó un tráiler en Japón, mostrando más juegos, tanto clásicos como nuevos.
El 3 de marzo de 2016, en sendos Nintendo Directs para Norteamérica y Europa, se anunció el juego para esos mercados, mencionando que saldrá durante 2016. Durante la Electronic Entertainment Expo 2016 (E32016) se confirmó la disponibilidad del juego en la Nintendo eShop de Estados Unidos a partir del 16 de junio de 2016.

## Juego
Al igual que en anteriores juegos de la serie, el juego está dividido en diferentes canciones, en las cuales el jugador tiene que seguir el ritmo marcado. Para ello se puede hacer uso de los botones (como en la versión de GBA y Wiiu), así como del stylus (una versión simplificada de los controles de la versión de Nintendo DS). A final de cada canción, el jugador recibe una puntuación numérica y una valoración dependiendo de cómo lo haya hecho, y se le otorgan monedas que sirven para desbloquear más canciones y juegos. También se ha añadido un momento en el que, si el jugador acierta durante una estrella única en cada canción, consigue un bonus por su precisión. 
Este juego contiene un modo historia, en el cual el jugador ayuda a un personaje llamado Tibby a volver a su casa. Este modo es lineal, y en cada nivel hay 4 juegos: una canción de la versión de GBA, después de Nintendo DS, luego de Wii, y finalmente una canción de esta versión. Además del modo historia, el jugador puede intentar "perfectos", para lo cual deberá pasarse canciones sin fallos, o aceptar desafíos, que pueden ser jugados por hasta 4 personas con el modo descarga.
El juego también usa la funcionalidad StreetPass.

## Recepción
Rhythm Tengoku: The Best Plus fue analizado positivamente por Famitsu, con una puntuación de 34/40 (8/8/8/10), y fue elogiado por diversos aspectos, tales como su variedad, a pesar de su sencillo control, y reacciones de apoyo de los efectos de precisión de juego.
Rhythm Tengoku: The Best Plus debutó en el primer puesto de las listas de ventas japonesas de Media Create, con 158.000 copias en su primera semana. Hasta septiembre de 2015, el juego ha vendido más de 400.000 copias. Hasta el 6 de diciembre de 2015, había vendido 510.000 copias en Japón. Para el 26 de febrero de 2016, las ventas habían alcanzado 650.000 copias.